# 信州銘醸
信州銘醸株式会社（しんしゅうめいじょう）は長野県上田市長瀬（旧小県郡丸子町大字長瀬）にある酒類製造業者。
主力商品は「明峰・秀峰喜久盛」。明峰はかつての酒税法で一級・二級酒、秀峰は特級酒にあたる。

## 沿革
- 1850年（嘉永3年） - この頃創業。
- 1958年（昭和33年） - 依田窪地方の4つの造り酒屋が合併し信州銘醸株式会社を設立。

## 代表
- 代表取締役社長 瀧沢 光次

## 事業所
- 本社・工場 - 長野県上田市長瀬2999-1

## 主要商品

### 清酒（定時醸造）
- 明峰喜久盛（普通酒・からくち・あまくち・純米酒・超辛口三年熟成がんこもん）
- 秀峰喜久盛（本醸造・純米吟醸酒・大吟醸・純米大吟醸・大吟醸吟風一閃・お燗が最高吟酒）
- 初音（普通酒 ※近年は店頭に並ばない）
- 瀧澤（特醸・古づくり・特別純米・純米吟醸）
- 梁山泊（吟醸）
- 黒耀（特別純米酒）

### 清酒（特別醸造）
- 秀峰喜久盛（大吟醸八年秘蔵酒・大吟醸八年貯蔵古酒八星霜・大吟醸五年貯蔵古酒五星霜）
- 明峰喜久盛（しぼりたて生酒・純米むろか酒・ひや生貯蔵原酒）
- 秀峰喜久盛（初しぼり）

### リキュール類
- 清酒で仕込んだ梅酒
- 松茸を漬け込んだ特別酒

## 受賞歴
全国新酒鑑評会
平成14酒造年 - 29酒造年
- 「秀峰喜久盛」金賞受賞 - 平成29年受賞